# Gert Claußnitzer
Gert Claußnitzer (* 19. April 1935 in Dortmund; † 2. Oktober 2023) war ein deutscher Kunsthistoriker, Kurator und Lektor.

## Leben
Der Sohn eines Buchdruckermeisters und einer Lageristin verlebte seine Kindheit in Schwarzenberg (Erzgebirge) und in Radebeul. 1942 zog die Familie nach Wien. Der Vater wurde am 12. April 1945 vermutlich von der lettischen SS erschossen. Es folgte die Ausweisung aus Österreich mit Aufenthalt im Flüchtlingslager Kleinmünchen bei Linz. Schulbesuch von 1946 bis 1949 in Welzheim bei Waiblingen und von 1949 bis 1954 in Radebeul. Ab 1954 studierte Claußnitzer Kunstgeschichte an der Karl-Marx-Universität Leipzig bei Johannes Jahn und Heinz Ladendorf. Letzterer verließ die DDR kurz vor Studienabschluss, so dass Claußnitzer 1959 die mündliche Prüfung seines Diplomverfahrens bei Johannes Jahn ablegte. Seine Diplomarbeit trägt den Titel Die Chemnitzer Angervorstadt und ihre Häuser. Ein Beitrag zur Geschichte des Arbeiterwohnhauses. Während seines Studiums besuchte er die Vorlesungen von Hans Mayer und Ernst Bloch im Hörsaal 40 und spielte im studentischen Laienensemble der Germanistenbühne. 1959 war er für kurze Zeit als Schauspieler am Theater Putbus angestellt. Von 1959 bis 1991 arbeitete er als Lektor im Verlag der Kunst Dresden, zuletzt als leitender Lektor. Er betreute die Herausgabe von Illustrationsfolgen von Hanns Georgi, Georg Eisler und Axel Leskoschek. Von 1979 bis 1981 war er Vorsitzender der Genossenschaft „Kunst der Zeit“ in Dresden. Von 1982 bis 1988 war er gemeinsam mit der Galerieleiterin Else Niemann in der „Galerie am Elbtor“ in Pirna für die Ausrichtung von 34 Ausstellungen verantwortlich, dabei wurde die Aufmerksamkeit auf in Vergessenheit geratene Künstler wie Artur Moritz, Leonore Kehrer, Artur Henne, Otto Kern, Johannes Kotte, Kurt Schuster, Rudolf Letzig und andere gelenkt. 1962 bis 2005 lebte Claußnitzer in Dresden, seither war er in Lohmen wohnhaft.
Claußnitzer war tätig als Publizist, Laudator und kuratierte Ausstellungen im Seminarraum der Bastei-Apotheke Lohmen. Schwerpunkte von seiner Tätigkeit lagen im Bereich der klassischen Moderne, der osteuropäischen Kunst des 20. Jahrhunderts und der zeitgenössischen Dresdner Kunst.
Freundschaften verbanden ihn unter anderem mit den Malern Horst Weber, Klaus Wehner, Fred Walther, Wassil Sachariew, Fritz Tröger, Oto Bihalji-Merin und dem Holzgestalter Helmut Flade.

## Veröffentlichungen

### Buchpublikationen
- Peter August, Böckstiegel. Zwinger-Bücher. Verlag der Kunst, Dresden 1961.
- Max Lingner. Reihe Maler und Werk. Verlag der Kunst, Dresden 1970.
- Malerei der Naiven (= Seemann Kunstmappe). Seemann, Leipzig 1977.
- Werner Wittig. Reihe Maler und Werk. Verlag der Kunst, Dresden 1978.
- Curt Querner. Henschel, Berlin 1979.
- Wilhelm Dodel. Reihe Maler und Werk. Verlag der Kunst, Dresden 1981.
- Künstler in Dresden. Welt der Kunst. Henschel, Berlin 1984.
- Bruno Barthel. 1885–1956, Mundartdichter und Heimatforscher. Gemeinde Lohmen 1985.
- Christian Hasse. Reihe Maler und Werk. Verlag der Kunst, Dresden 1985.
- Paula Modersohn-Becker. Reihe Maler und Werk. Verlag der Kunst, Dresden 1986.
- Johannes Kotte. Reihe Maler und Werk. Verlag der Kunst, Dresden 1988.
- Georg Eisler. Reihe Maler und Werk. Verlag der Kunst, Dresden 1989.
- Reiseskizzen – Gerhard Stengel. Seemann, Leipzig 1990.
- Franz Masereel. Henschel, Berlin 1990.
- (mit Hildegard Fischer). Heribert Fischer-Geising. Fischerhaus Geising 1999.
- Elsa Niemann. Fotografie. Lohmen 2016.
- Erich Wünsche – Die Landschaft als optisches Erlebnis und Spiegel menschlicher Empfindungen. Aquarelle und Zeichnungen. Thieme, Stuttgart 2000.
- Gesichter und Zeiten. Autobiografische Betrachtungen eines Lektors aus dem Verlag der Kunst Dresden. Hrsg. von Thomas Walther. Verlag der Kunst, Dresden 2021, ISBN 978-3-86530-263-2.

### Ausstellungskataloge
- Friedrich Decker. Arbeiten aus sechs Jahrzehnten. Potsdam-Babelsberg 1975
- Wolfgang Frankenstein. Werkkatalog. Kunstsammlungen Weimar. 1978
- Fritz Tröger – 1894 – 1978. Malerei. Grafik. Galerie Mitte. Dresden 1979
- Holzschnitt in Dresden. 1945 – 1981. Kunsthalle Rostock. 1982
- Dietmar Hommel. Jahreszeiten. Wachspastelle und Zeichnungen 1980–1982. Stadt- und Kreismuseum Zittau. 1983
- Kurt Schuster. Malerei. Galerie am Elbtor. Pirna 1986
- Wolfgang Frankenstein. Werkkatalog 2. Ausstellungszentrum am Fernsehturm. Berlin 1989
- Günter Tiedecken. Arbeiten auf Papier. Göltzschtalgalerie. Auerbach i. V. 1994
- Ernst Lewinger. Zeichnungen. Pastelle. Aquarelle. Galerie am Blauen Wunder 1996
- Vorhangbilder etc. Werner Bielohlawek. Leonhardi-Museum. Dresden 1996
- Artur Henne. Stadtmuseum Dippoldiswalde. 1997
- Ursula Schmiedel. Träume und Phantasien. Graupa 1997
- Erich Fraaß 1893 – 1974. Monographie und Verzeichnis malerisches Werk. Galerie Hebecker. Weimar 2001
- Sebastian Hennig. Bücher und Landschaften. Museum Karrasburg Coswig. 2008
- Das gute Gewissen der Kunst. Zu den Zeichnungen von Günter Tiedecken. Faltblatt zur Ausstellung. Kunstverein Einnehmerhaus. Freital 2017

### Einzelpublikationen
- El Lissitzky – Das neue Weltbild und die Kunst. Urania Universum Band 36. Berlin 1990
- Mutige und lebenswahre Grotesken. Zum 100. Geburtstag des Malers u. Zeichners Alfred Pichel. In: Sächsische Heimat 1993. Landesverein Sächsischer Heimatschutz, Dresden 1992
- Eine harmonische und liebenswerte Malerei. Zum 100. Geburtstag d. Malers Max Merbt. In: Sächsische Heimat 1995. Landesverein Sächsischer Heimatschutz, Dresden 1994
- Hans Kutschke: Farbe als Ausdruck starken Empfindens. In: Sächsische Zeitung. 16. Juli 1996
- Vom Gesinnungspathos des expressionistischen Aktivismus. zum 100. Geburtstag des Malers Conrad Felixmüller. In: Sächsische Heimat 1997. Landesverein Sächsischer Heimatschutz, Dresden 1996
- Innere Ordnung als Symbol des Kosmischen. zum 100. Geburtstag der Malerin Erna Lincke. In: Sächsische Heimatblätter. 45, 1999. Kulturbund, Dresden 1999.
- Glühende Innerlichkeit und seelische Vertiefung. zum 100. Geburtstag von Hanns Georgi. In: Illustration 63. Heft 38. Memmingen 2001.
- Dem Spiel farbiger Modulationen hingeben. zum Tode des Dresdner Malers Gerhard Stengel. In: Sächsische Zeitung. 20. Dezember 2001.
- Das Landatelier in Laske. Gedanken über den Maler Fritz Tröger. In: Sächsische Heimat 2004. Landesverein Sächsischer Heimatschutz, Dresden 2003.
- Zum 80. Geburtstag des Malers Werner Haselhuhn. In: Mitteilungen des Landesvereins Sächsischer Heimatschutz 2/2005. Dresden 2005
- Die Stimmung eines Mysteriums. Zu Boris Zaborov und seinen Dostojewski-Illustrationen. In: Graphische Kunst. Memmingen 2007.
- Zeichen der Bindung ans Irdische. Das Leonhardi-Museum Dresden zum 85. Geburtstag des Malers Harald Metzkes. In: Neues Deutschland. 23. Januar 2014.
- Der Maler und Grafiker Heinz Tetzner. Die elementare Kraft des Expressionismus. In: Sächsische Heimat 2017. Landesverein Sächsischer Heimatschutz, Dresden 2016.
- Ausgestrahlte Wirklichkeit. Der Maler Dietmar Gubsch. In: Neues Deutschland. 3. Januar 2019.